# クターシリーズのゲーム一覧
クターシリーズのゲーム一覧は、ギガ連射によるクターシリーズのゲーム一覧である。マウスのみで遊べるシンプルなシステムを特長とする。なおクターは当初ギガ連射が構想していたメールソフトのキャラクターであったが、ミニゲームの第1弾として公開された『クターのナワトビ』が好評であったことから、アクションゲームのシリーズとなった。
クターシリーズはオンラインソフトウェア大賞2000に入賞しており、2000年窓の杜大賞では話題賞を受賞、「キャラクターがかわいいと、その分ゲームも楽しくなる」と評価された。また2002年9月14日放送の「ランク王国」（TBS系列）において「21世紀登場新キャラクター人気TOP10」の第10位としてクターが紹介されている。

## ギガ連射のダウンロードゲーム

### クターのナワトビ
1999年12月6日に公開。長縄跳びを行うゲーム。ロケ地は「テクノ公園」。

### クターの一気ノミ
2000年1月31日に公開。瓶に入った牛乳を一気飲みするゲームであり、飲み干すまでの時間を競う。クリックを連打するほど飲むスピードが速くなるものの、連打のタイミングを合わせないと牛乳を吹き出してしまいゲームオーバーになる。牛乳を吹き出しそうになると表示された「爆発インジケーター」が大きくなっていく。日本経済新聞の記事では、4秒を切れるかどうかがプレイヤーにとって一つの壁になっているとしている。2月21日にはギガ連射マガジンの読者限定でプレミアムバージョンが配布された。同月17日からインターネットランキングに対応。ロケ地は「テクノ湯」。なお「VS EDITION」については後述。

### クターのリフト
2000年3月13日に公開。クター達をチェアリフトに乗せるゲーム。「レア」シーンは本作から搭載された。ロケ地は「テクノ高原」。

### クターのロデオ
2000年5月1日に公開。モーギューの上でロデオを行うゲーム。落下するまでの時間を競う。ロケ地は「テクノドーム」。

### クターのＱ
2000年6月12日に公開。2択の早押しクイズにスモークより先に答えるゲーム。ロケ地は「テクノ市民会館」。のちにブラウザゲームとして『クターのQS』（2005年8月23日公開）や『クターのQプラ』（2006年9月5日公開）も開発されている。

### クターのヒップダンス
2000年8月28日に公開。指示通りにダンスを行うゲーム。ロケ地は「テクノホール」。

### クターの一気ノミ VS EDITION
2000年10月9日に公開。スモークより先に牛乳を一気飲みするゲーム。ロケ地は「テクノ湯」。

### クターのマキュー
2000年11月6日に公開。スモークが投げる魔球をバットで打つゲーム。ロケ地は「テクノドーム」。得点の単位は「球」。

### 以降の作品
- クターのこのコだれのコ？（2000年12月25日公開[24][7]）
- クターのロケット（2001年3月26日公開[25][26][27]）
- クターのチューブライダー（2001年11月10日公開[28][29][27]）
- クターのハーベスト（2002年9月14日公開[4][30]）
- クターの取り放題！（2002年10月7日公開[4][31]）
- クターのチャンバラ Sword Master（2003年3月18日公開[32][33]）
- クターのロケット3D（2003年5月27日公開[32][34]）
- クターのエンドロール（2003年10月14日公開[32][35]）
- クターのマニュファクチュア（2003年12月30日公開[32][36]）
- クターのフウセン（2004年4月27日公開[37][38]）
- クターのTシャツ（2004年8月17日公開[37][39]）
- クターの粉（2004年12月28日公開[37][40]）
- クターのムササビ（2005年5月3日公開[16][41]）
- クターのコンサートスタッフ（2005年12月31日公開[16][42]）

## クターのアスレチックワールド
ギガ連射とエニックスの共同企画によるゲームシリーズ。8種のゲームにより構成される。

### クターの丸太渡り
2000年7月18日に公開。川を流れる丸太の上を渡って行くゲーム。ロケ地は「クノクノ滝」。得点の単位はメートル。

### クターの急流下り
2000年7月18日に公開。障害物を避けながら急流を下るゲーム。ロケ地は「クリクリ川」。得点の単位は「本」。

### クターのカレー
2000年7月25日に公開。カレーを配り続けるゲーム。ロケ地は「テリテリキャンプ場」。得点の単位は「杯」。

### クターのブランコ
2000年8月8日に公開。空中ブランコを飛び移るゲーム。ロケ地は「テクテク雑技場」。得点の単位は「本」。

### クターのケンケンパ
2001年4月16日に公開。水面を動く杭の上を渡るゲーム。ロケ地は「ドプドプ池」。得点の単位は「ケンパ」。

### クターの大根
2001年5月28日に公開。大根を引き抜くゲーム。抜き終わるまでの時間を競う。ロケ地は「フムフム畑」。

### クターの２６
2002年2月26日に公開。露天風呂の水面を跳ねて進むゲーム。ロケ地は「アスレ湯」。得点の単位はメートル。

### クターのバンジー
2002年5月1日に公開。バンジージャンプでタイミングに合わせて動作を行うゲーム。ロケ地は「ホヘホヘ峡谷」。

## クターのガウチ！？
『テックウィン』2001年5月号から2002年1月号にかけて連載された「せいかいＶＴＲ」と「まちがいＶＴＲ」の違いを探すゲーム。

### ぱらぱらしゅーしゅーの巻
2001年5月号に掲載。2007年2月6日から公式サイトにおいて公開。

### え～！？ふあんふあんの巻
2001年6月号に掲載。2007年3月6日から公式サイトにおいて公開。

### クターのゴールが見たい～♪の巻
2001年7月号に掲載。2007年4月17日から公式サイトにおいて公開。

### おばけバケバケバケラッテ？の巻
2001年8月号に掲載。2007年5月29日から公式サイトにおいて公開。

### 海でクラクラくら水母！？の巻
2001年9月号に掲載。2007年6月26日から公式サイトにおいて公開。

### デルモルーム公開中！？の巻
2001年10月号に掲載。2007年7月10日から公式サイトにおいて公開。

### 山道テクテク猛ダッシュの巻
2001年11月号に掲載。2007年10月16日から公式サイトにおいて公開。

### となりはマックロマグロ！？の巻
2001年12月号に掲載。2008年2月5日から公式サイトにおいて公開。

### K点を超えて・・・！？の巻
2002年1月号に掲載。2008年3月11日から公式サイトにおいて公開。

## クターのタビペロ
ギガ連射とジェイティービーの共同企画によるゲームシリーズ。4種のゲームと「39ショップ」により構成される。

### クターのチョージョー
2001年7月23日に公開。クターがリュージュに乗って障害物を避けながら進むゲーム。ロケ地は「チャイナウォール」。得点の単位はメートル。

### チェリーのシャトー
2001年10月4日に公開。チェリーが塔のバランスを保って倒れないようにするゲーム。ロケ地は「グラグラタワー」。得点の単位は「リラ」。

### スモークのトレハン
2001年11月28日に公開。スモークがゴーレムクターを避けながら砂漠に埋まっている財宝を探すゲーム。ロケ地は「ザクザクデザート」。得点の単位は「t（トレハン）」。

### ネイビーのホルン
2002年2月4日に公開。ネイビーがリズムに合わせてアルプホルンを吹くゲーム。ロケ地は「スイスイアルプス」。得点の単位は「スイ」。

### ３９ショップ
2002年3月18日に公開。上記のゲームで獲得した「39ボウヤ」を景品と交換することができる。
　　　

## コンシューマ版
フライハイワークスからニンテンドー3DSダウンロード専用ソフトとして2016年8月3日から10タイトル配信販売中。
- クターのエンドロール
- クターのQ
- クターのナワトビ
- クターの取り放題
- クターの魔球
- クターの粉
- クターのチューブライダー
- クターのコンサートスタッフ
- クターのリフト
- クターの地下バーガー工場 -「クターのマニュファクチュア」の3DS用オリジナルタイトル